# Selección de fútbol sub-20 de Inglaterra
La selección de fútbol sub-20 de Inglaterra es el equipo formado por futbolistas ingleses menores de 20 años de edad, que representa al país en la Copa Mundial Sub-20 y es controlado por La Asociación de Fútbol.

## Estadísticas

### Copa Mundial de Fútbol Sub-20
| Año   | Resultado        | PJ             | PG             | PE*            | PP             | GF             | GC             |
| ----- | ---------------- | -------------- | -------------- | -------------- | -------------- | -------------- | -------------- |
| 1977  | No clasificó     | No clasificó   | No clasificó   | No clasificó   | No clasificó   | No clasificó   | No clasificó   |
| 1979  | No clasificó     | No clasificó   | No clasificó   | No clasificó   | No clasificó   | No clasificó   | No clasificó   |
| 1981  | Cuarto lugar     | 6              | 2              | 2              | 2              | 9              | 7              |
| 1983  | No clasificó     | No clasificó   | No clasificó   | No clasificó   | No clasificó   | No clasificó   | No clasificó   |
| 1985  | Fase de grupos   | 3              | 0              | 1              | 2              | 2              | 5              |
| 1987  | No clasificó     | No clasificó   | No clasificó   | No clasificó   | No clasificó   | No clasificó   | No clasificó   |
| 1989  | No clasificó     | No clasificó   | No clasificó   | No clasificó   | No clasificó   | No clasificó   | No clasificó   |
| 1991  | Fase de grupos   | 3              | 0              | 2              | 1              | 3              | 4              |
| 1993  | Tercer lugar     | 6              | 3              | 2              | 1              | 6              | 4              |
| 1995  | No clasificó     | No clasificó   | No clasificó   | No clasificó   | No clasificó   | No clasificó   | No clasificó   |
| 1997  | Octavos de final | 4              | 3              | 0              | 1              | 9              | 3              |
| 1999  | Fase de grupos   | 3              | 0              | 0              | 3              | 0              | 4              |
| 2001  | No clasificó     | No clasificó   | No clasificó   | No clasificó   | No clasificó   | No clasificó   | No clasificó   |
| 2003  | Fase de grupos   | 3              | 0              | 1              | 2              | 0              | 2              |
| 2005  | No clasificó     | No clasificó   | No clasificó   | No clasificó   | No clasificó   | No clasificó   | No clasificó   |
| 2007  | No clasificó     | No clasificó   | No clasificó   | No clasificó   | No clasificó   | No clasificó   | No clasificó   |
| 2009  | Fase de grupos   | 3              | 0              | 1              | 2              | 1              | 6              |
| 2011  | Octavos de final | 4              | 0              | 3              | 1              | 0              | 1              |
| 2013  | Fase de grupos   | 3              | 0              | 2              | 1              | 3              | 5              |
| 2015  | No clasificó     | No clasificó   | No clasificó   | No clasificó   | No clasificó   | No clasificó   | No clasificó   |
| 2017  | Campeón          | 7              | 6              | 1              | 0              | 12             | 3              |
| 2019  | No clasificó     | No clasificó   | No clasificó   | No clasificó   | No clasificó   | No clasificó   | No clasificó   |
| 2023  | Octavos de final | 4              | 2              | 1              | 1              | 5              | 4              |
| 2025  | Por disputarse   | Por disputarse | Por disputarse | Por disputarse | Por disputarse | Por disputarse | Por disputarse |
| Total | 12/23            | 49             | 16             | 16             | 17             | 50             | 48             |

* Los empates incluyen los partidos que se definieron por penales.

## Últimos y próximos encuentros
A continuación se detallan los últimos partidos jugados por la selección.
- Actualizado al 12 de octubre de 2024.

| Fecha      | Ciudad    | Local      | Resultado | Visitante       | Competición        |
| ---------- | --------- | ---------- | --------- | --------------- | ------------------ |
| 11-06-2024 | Vrbovec   | Irlanda    | 2:2       | Inglaterra      | Partido amistoso   |
| 06-09-2024 | Estambul  | Turquía    | 1:1       | Inglaterra      | Liga Elite 2023/24 |
| 10-09-2024 | Stockport | Inglaterra | 2:0       | Rumania         | Liga Elite 2023/24 |
| 08-10-2024 | Marbella  | Portugal   | 2:1       | Inglaterra      | Partido amistoso   |
| 10-10-2024 | Frosinone | Italia     | 1:2       | Inglaterra      | Liga Elite 2023/24 |
| 14-10-2024 | Doncaster | Inglaterra | 3:0       | República Checa | Liga Elite 2023/24 |

## Jugadores

### Última convocatoria
Los siguientes jugadores fueron convocados para disputar laer=La Asociación de Fútbol|date=28 de mayo de 2019|accessdate=8 de junio de 2019|idioma=inglés}}</ref>
| Nombre              | Posición       | Edad    | Club                   |
| ------------------- | -------------- | ------- | ---------------------- |
| Matthew Cox         | Portero        | 22 años | Brentford              |
| Teddy Sharman-Lowe  | Portero        | 22 años | Havant & Waterlooville |
| Bashir Humphreys    | Defensa        | 22 años | SC Paderborn 07        |
| Ronnie Edwards      | Defensa        | 22 años | Peterborough United    |
| Jarell Qansah       | Defensa        | 22 años | Bristol Rovers         |
| Brooke Norton-Cuffy | Defensa        | 21 años | Coventry City          |
| Daniel Oyegoke      | Defensa        | 22 años | Brentford              |
| Imari Samuels       | Defensa        | 22 años | Brighton & Hove Albion |
| Callum Doyle        | Defensa        | 21 años | Coventry City          |
| Harvey Vale         | Centrocampista | 21 años | Chelsea                |
| Carney Chukwuemeka  | Centrocampista | 21 años | Chelsea                |
| Alex Scott          | Centrocampista | 21 años | Bristol City           |
| Alfie Devine        | Centrocampista | 21 años | Tottenham              |
| Darko Gyabi         | Centrocampista | 21 años | Leeds United           |
| Xavier Simons       | Centrocampista | 22 años | Hull City              |
| Mateo Joseph        | Delantero      | 21 años | Leeds United           |
| Dane Scarlett       | Delantero      | 21 años | Portsmouth             |
| Liam Delap          | Delantero      | 22 años | Preston                |
| Samuel Edozie       | Delantero      | 22 años | Southampton            |
| Daniel Jebbison     | Delantero      | 22 años | Sheffield United       |
| Ian Foster          | Entrenador     | 59 años |                        |

## Palmarés
- Copa Mundial de Fútbol Sub-20

-  Campeón (1): 2017
-  Tercero (1): 1993